# Kalknacht
Kalknacht is de nacht van 31 maart op 1 april in de plaats Brielle in de Zuid-Hollandse gemeente Voorne aan Zee waarin groepen mensen (meestal jongeren) met een emmer kalk (en vaak ook een krat bier) de straat opgaan. Op ramen van huizen en winkels gaat men grappige of gevatte zinnen (of wat daarvoor moet doorgaan) kalken.
Wegens incidenten met moeilijk verwijderbare latexverf (in plaats van kalk), is het inmiddels verboden om op die nacht 'kalk te vervoeren'. Sinds het verbod is er een jaarlijks kat-en-muis-spel tussen de groepen kalkers en de politie, die op die nacht in groten getale aanwezig is. Overtreders moeten hun kalk en bier afgeven. Soms moeten ze de nacht in de cel doorbrengen of wordt een taakstraf opgelegd. De laatste jaren staat er op het kalken vaak een boete van 70 euro (voor meerderjarigen) of 50 euro (voor minderjarigen), al wordt er, mede door de grote hoeveelheid kalkers, vaak alleen kalk ingenomen en geeft de politie alleen een waarschuwing. De reden dat de boete is ingevoerd is de steeds groter wordende overlast die wordt veroorzaakt door dronken jongeren, zoals ondergekalkte auto's of muren (waar kalk lastig van af te halen is). Op het bezit van latexverf staat een grote geldboete of een strafblad met celstraf. Tegenwoordig worden er ook veel kalkstiften gebruikt. Kalkstiften zien eruit als dikke markeerstiften waarin vloeibare kalk de basis vormt. Door het handige vervoeren van deze stiften, hebben ze de voorkeur over het ouderwetse 'emmertje met kwast'.
Op 1 april viert men het begin van de opstand tegen Filips II. Op 1 april 1572 namen de watergeuzen Brielle in via de Noordpoort.